# Schernebeck
Schernebeck là một đô thị thuộc huyện Stendal, bang Sachsen-Anhalt, Đức. Đô thị Schernebeck có diện tích 12,24 km², dân số thời điểm ngày 31 tháng 12 năm 2006 là 240 người.